# 불가리아군
불가리아군(불가리아어: Българска армия)은 불가리아의 군대이다. 총사령관은 불가리아의 대통령이고, 국방부는 정치적 리더십에 대한 책임이 있는 반면, 전반적인 군 지휘권은 국방부 장관이 이끄는 국방부 참모진의 손에 있다. 불가리아 군대는 크게 세 갈래로 나뉘는데, 이름 그대로 육군, 공군, 해군("불가리아군"이라는 용어는 이들을 모두 포괄하는 것을 의미한다.
역사를 통틀어, 육군은 국가의 주권을 지키는 데 중요한 역할을 해왔다. 불가리아는 1878년에 시작된 지 몇 년 만에 지역 군사 강국이 되었고, 세르비아-불가리아 전쟁 (1885년), 제1차 발칸 전쟁 (1912년~1913년), 제2차 발칸 전쟁 (1913년), 제1차 세계 대전 (1915년~1918년), 제2차 세계 대전 (1941년~1945년) 등 여러 주요 전쟁에 참전했으며, 이 기간 동안 육군은 상당한 전투 경험을 쌓았다. 냉전 기간 동안, 불가리아 인민공화국은 1988년에 152,000명으로 추정되는 바르샤바 조약에서 가장 큰 군대 중 하나를 유지했다. 공산주의 붕괴 이후, 정치 지도부는 친NATO 정책을 추구하기로 결정했고, 이에 따라 군 병력과 무기를 감축했다. 불가리아는 2004년 3월 29일 NATO에 가입했다.
불가리아군의 수호성인은 성 게오르기우스의 날이다. 5월 6일은 불가리아의 공식 공휴일이다.

## 역사

### 중세 시대

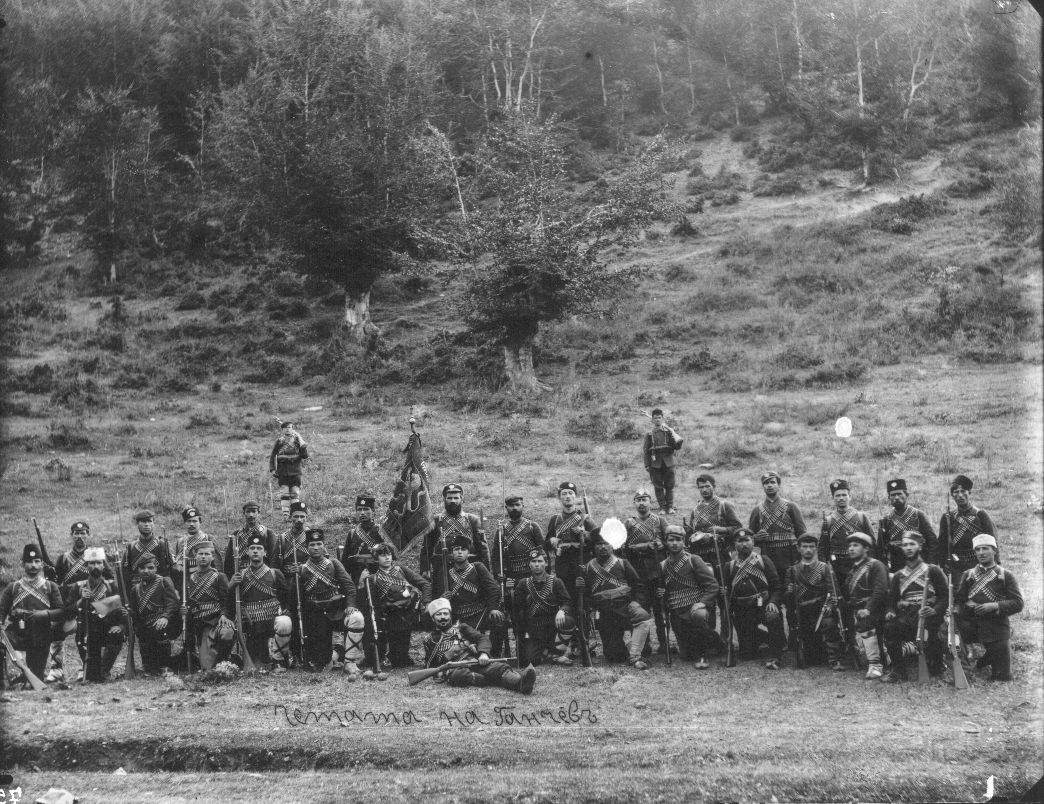
1900년경 서부 불가리아 지역의 간체프 분견대 소속 불가리아 민병대원들

현대의 불가리아군은 1878년으로 거슬러 올라간다. 1878년 7월 22일(7월 10일) 해방 전쟁에 참여한 총 12개 대대의 오팔첸치가 불가리아군을 결성했다. 타르노보 헌법에 따르면, 21세에서 40세 사이의 모든 남성들은 군복무를 할 수 있었다. 1883년 육군은 4개 보병여단(소피아, 플레벤, 루세, 슈멘)과 1개 기병여단으로 재편성되었다.

### 세르비아-불가리아 전쟁
세르비아-불가리아 전쟁은 불가리아가 해방된 후 처음으로 일어난 무력 충돌이다. 이는 1885년 9월 6일 동부 루멜리아와의 통합의 결과였다. 그러나 통일은 완전히 인정되지 않았고, 이를 인정하지 않은 국가 중 하나는 세르비아 왕국이었다. 오스트리아-헝가리 제국은 발칸반도에서 영향력을 확장하고 있었고 특히 반대했다. 세르비아는 또한 이것이 이 지역에서의 지배력을 약화시킬 것을 우려했다. 게다가, 세르비아의 통치자 밀란 1세는 티모크 반란 이후 박해를 피해 도망친 니콜라 파시치와 같은 세르비아 야당 지도자들이 불가리아로 망명한 것에 화가 났다. 오스트리아-헝가리 제국이 불가리아로부터 영토를 얻겠다는 약속(발칸 서부의 양보에 대한 대가)에 이끌려, 밀라노 4세는 1885년 11월 14일 불가리아에 선전포고를 했다.
불가리아는 대부분의 병력을 오스만 제국과의 국경 근처로 이동시켰기 때문에 군사 전략은 대부분 기습에 의존했다. 오스만 제국은 개입하지 않았고, 세르비아군의 진격은 슬리브니차 전투 이후 중단되었다. 불가리아군의 주력 부대는 수도 소피아를 방어하기 위해 남동쪽의 오스만 국경에서 북서쪽의 세르비아 국경까지 이동했다. 슬리브니차와 비딘에서의 방어전 이후 불가리아는 피로트를 점령하는 공세를 시작했다. 이 시점에서 오스트리아-헝가리 제국이 개입하여 불가리아군이 후퇴하지 않으면 세르비아 편에서 참전하겠다고 위협했다. 전투는 11월 14일부터 11월 28일까지 14일간 지속되었다. 1886년 2월 19일 부쿠레슈티에서 평화 조약이 체결되었다. 두 나라 모두 영토 변경은 이루어지지 않았지만, 불가리아의 통일은 열강의 승인을 받았다.

## 육군

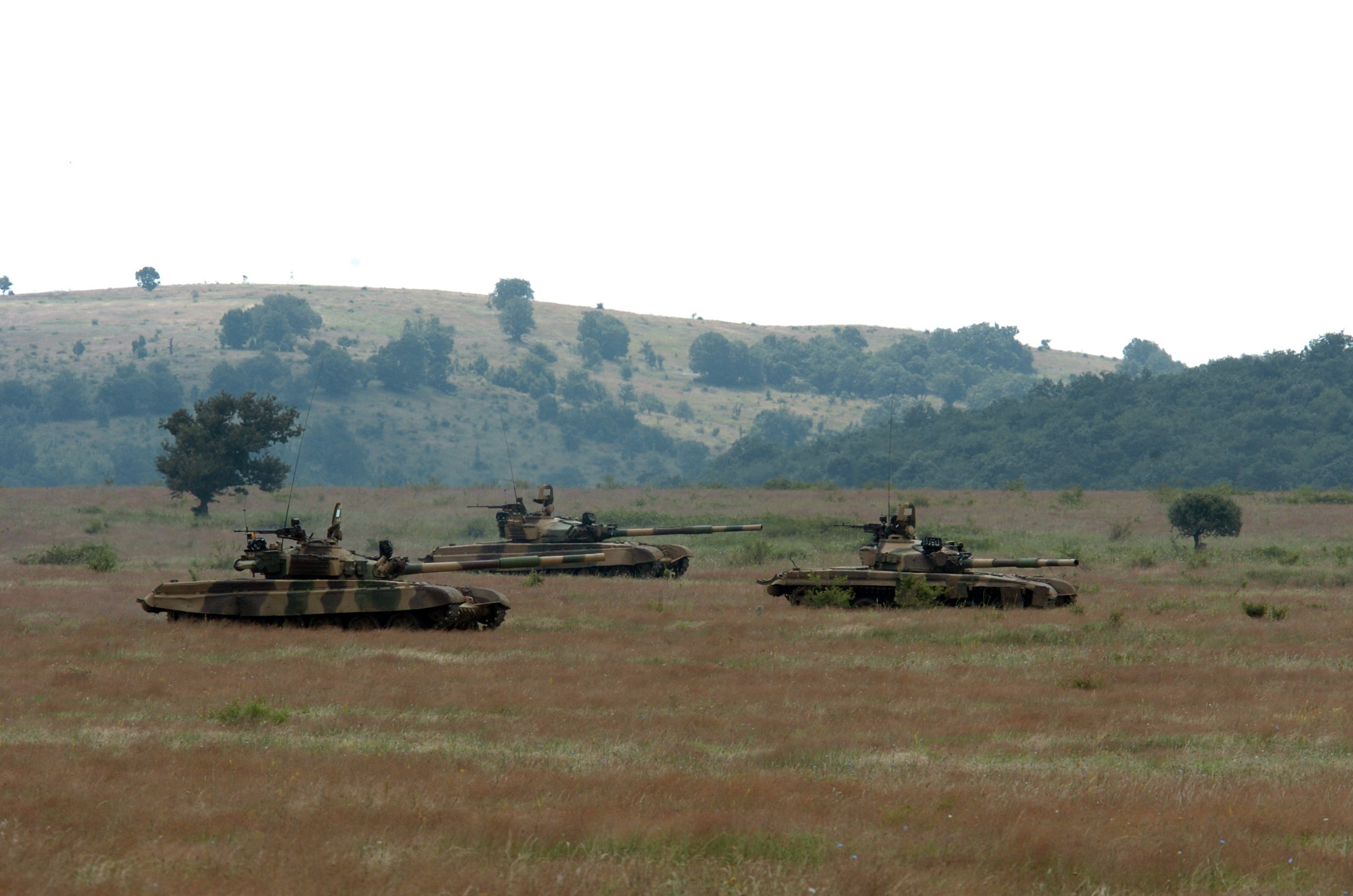
T-72 전차들은 훈련 중에 OPFOR를 향해 전진한다.

지상군은 기능적으로 배치 가능한 부대와 예비군으로 나뉜다. 그들의 주요 기능은 억제, 방어, 평화 지원, 위기 관리, 인도주의 및 구조 임무, 불가리아 사회 내의 사회적 기능을 포함한다. 육군의 현역 병력은 약 18,000명이고 예비군은 약 13,000명이다.
지상군의 장비는 수적인 면에서 인상적이지만, 대부분은 운용이 불가능하고 폐기되거나 개조되어 다른 나라로 수출될 예정이다. 불가리아는 제2차 세계 대전 당시의 MP 40 기관총에서부터 현대의 슈타이어 AUG, AK-74, HK MP5, HK416, AR-M12F 돌격소총에 이르기까지 다양한 모델의 소형 무기를 보유하고 있다.

## 해군

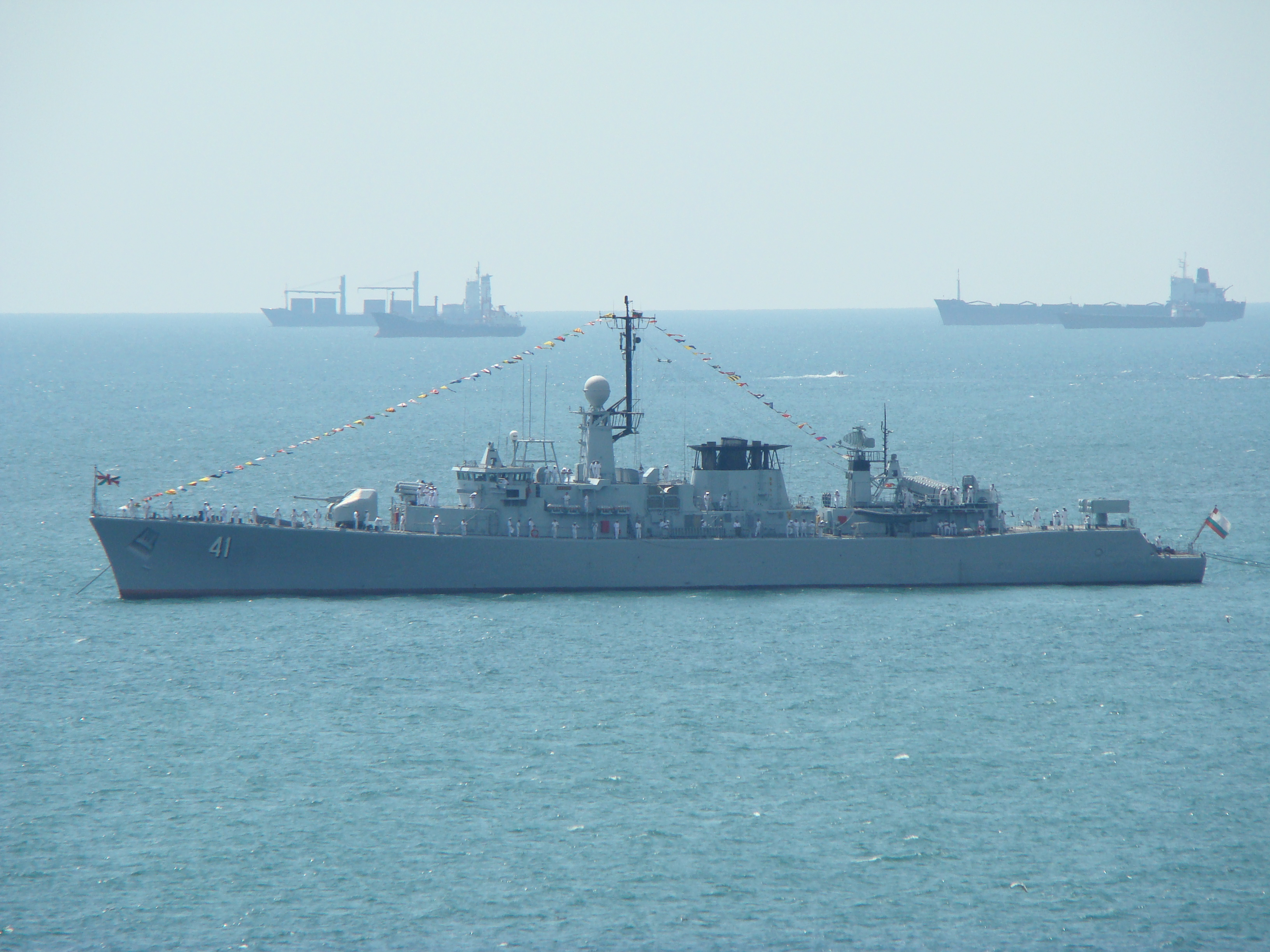
불가리아 프리깃 드라즈키

해군은 전통적으로 불가리아군의 가장 작은 구성 요소였다. 1879년 지상군과 거의 동시에 창설되었으며, 처음에는 다뉴브 강에 소규모 함대로 구성되었다. 불가리아는 약 354km의 해안선을 가지고 있기 때문에, 해전은 우선순위로 고려되지 않는다.
1990년의 침체 이후, 해군은 대부분 간과되었고 거의 어떠한 지원도 받지 못했다. 2005년 빌링겐급 호위함 F912 완델라르가 벨기에로부터 인수되기 전까지 현대화 프로젝트는 진행되지 않았다. 2009년까지 불가리아는 같은 등급의 프리깃함 2척을 추가로 획득했다. 그들 중 첫 번째는 41 드라즈키로 이름이 바뀌었고 여러 작전과 훈련에 참여했는데, 가장 유명한 것은 2006년 레바논 해안을 따라 UNIFIL 해상 순찰대와 액티브 엔데버 작전이었다. 또한 2011년부터 2012년까지 리비아 해안에서 무아마르 알 카다피 정권에 대한 해상 봉쇄에 참여했다.
이 장비는 소형 해군의 전형적인 장비로 4척의 프리깃, 3척의 코르벳, 5척의 소해정, 3척의 고속 미사일과 2척의 상륙함으로 구성되어 있다. 다른 장비로는 P-15 테르밋 미사일로 무장한 해안 방어 미사일 대대, 해안 포병대대, 해군 헬리콥터 공군 기지, 해병 특수부대가 있다.
불가리아 해군은 바르나와 부르가스의 두 주요 기지에 집중되어 있다.

## 공군

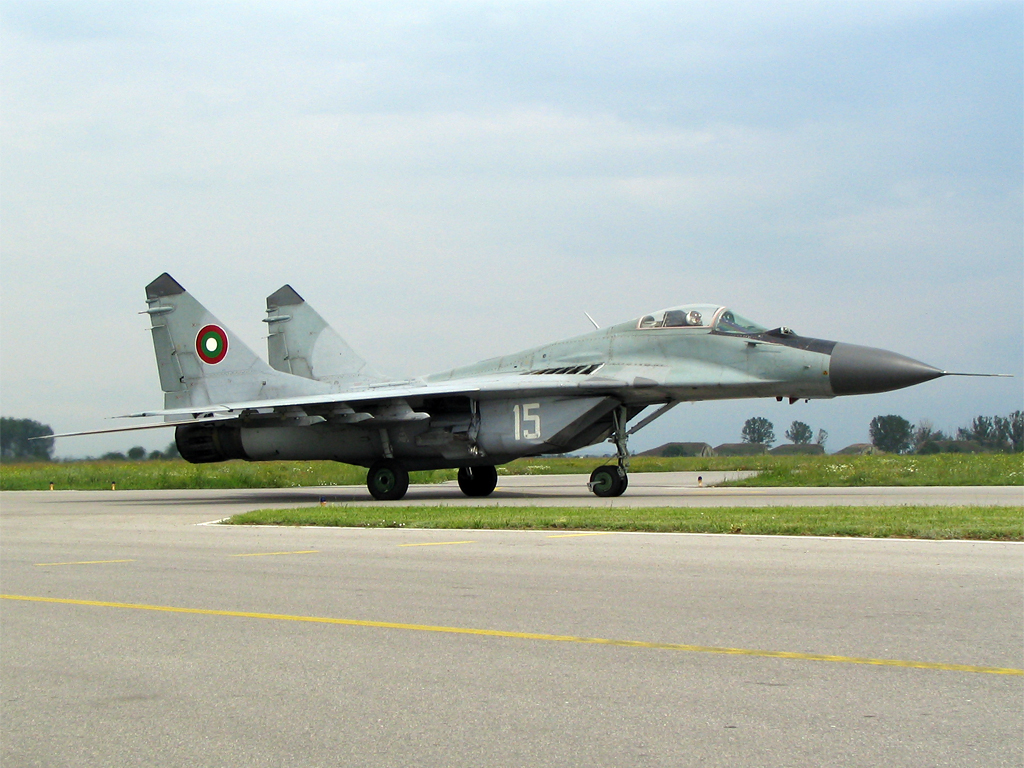
그라프 이그나티에보 공군 기지의 BAF MiG-29

지난 10년간 불가리아는 군대 전체를 구조조정하기 위해 적극적으로 노력해 왔으며 노후화된 러시아 항공기를 계속 운용하는 데 많은 관심이 집중되어 왔다. 현재 불가리아 공군의 공격 및 방어 부문은 주로 MiG-29와 Su-25이다. 약 15대의 MiG-29 전투기가 NATO 기준을 충족하기 위해 현대화되었다. 첫 항공기는 2007년 11월 29일에 도착했고 최종 인도는 2009년 3월에 이루어질 예정이었다. 2006년 불가리아 정부는 소련제 An-24와 An-26을 대체하기 위해 5대의 C-27J 스파르타 수송기를 알레니아 아에로나우티카와 계약을 체결했다. 2005년에 유럽 연합에서 만든 수송 헬리콥터를 구입하여 총 12대의 유로콥터 AS532 쿠거(수송기 8대, CSAR 4대)가 인도되었고, 2016년 불가리아 해군을 위한 유로콥터 AS565 팬서 3대이다.
공군은 전투기, 공격 항공, 정보 항공 및 수송 항공, 원조 방위군, 무선 기술 부대, 통신 부대, 무선 기술 지원 부대, 물류 및 의료 부대를 포함한다.
불가리아 국방부는 2025년부터 2026년까지 미그-29 전투기를 새로운 F-16V 파이팅 팰컨으로 대체할 계획이라고 발표했다.

## 불가리아-미국 협력

노보셀로 인근 훈련장에 있는 US 스트라이커 IFV

불가리아-미국 연합 군사 시설은 2006년 4월 미국과 불가리아가 체결한 방위 협력 협정에 의해 설립되었다. 이 협정에 따라 미군은 불가리아의 지휘 하에 불가리아 국기 하에 남아 있는 몇몇 기지에서 훈련을 실시할 수 있다. 이번 합의에 따라 공동 군사시설에는 2500명 이상의 미군 병력이 배치될 수 없다.
《포린 폴리시》 잡지는 베즈머 공군기지를 미국 공군이 사용하는 6개의 가장 중요한 해외 시설 중 하나로 꼽고 있다.